# Inferno (film, 1997)
Pour plus de détails, voir Fiche technique et Distribution.
Inferno (aussi connu sous les titres Operation Cobra et Indian Ninja) est un film d'action américain réalisé par Fred Olen Ray, sorti en 1997, avec comme stars Don Wilson, Deepti Bhatnagar et R. Madhavan. Evan Lurie, Michael Cavanaugh et Tane McClure apparaissent dans les autres rôles clés. C’est le premier film de R. Madhavan.

## Synopsis
Kyle Connors (Don Wilson) est un agent d’Interpol qui se rend en Inde afin de se venger du terroriste qui a tué son partenaire.

## Distribution
- Don « The Dragon » Wilson : Kyle Connors
- Deepti Bhatnagar : Shalimar
- R. Madhavan : Inspecteur Ravi
- Evan Lurie : Johan Davaad
- Rick Hill : Trevor
- Tane McClure : Callista Sinclair
- Michael Cavanaugh : Victor Grayson
- Jillian Kesner : Jasmine
- Fred Olen Ray : Chef d’Interpol
- Russel Stevenage : Dr. Prakash
- Neil Huhta : Capitaine
- Kimberly A. Ray : Barman
- Gary Graver : Conspirateur
- Ashok Kumar : Commissaire Gupta
- Aylwin David : Guaya
- Rajesh : PC indien 2
- Ravi : homme de main #1
- B. Sekar : homme de main #2[2]

## Production
Don Wilson a travaillé sur le scénario du film avec le réalisateur Fred Olen Ray et les producteurs Ashok Amritraj et Sunanda Murali Manohar au début de l’année 1996, avant de commencer le tournage à MGR Film City à Chennai, en Inde, en juillet 1996. Filmant pour la première fois en Inde, Ray a recruté des acteurs indiens locaux, dont l’acteur R. Madhavan et l’actrice Deepti Bhatnagar, pour interpréter des rôles dans le film.

## Sortie
Le film aurait fait des recettes moyennes à la suite de sa sortie en vidéo.
Le film a ensuite été doublé en tamoul sous le titre Vegham en 2001, pour capitaliser sur la nouvelle célébrité de Madhavan après Alai Payuthey. Madhavan a exprimé sa déception envers les distributeurs du film pour avoir essayé de faire passer le projet pour un film tamoul pur. Golden Lotus Entertainments a doublé le film en télougou et l’a sorti sous le titre Secret Agent 786, avec des dialogues de Malluri Venkat et un montage de Trinath.